# Saltwood
Saltwood est une localité du Royaume-Uni située dans le comté du Kent, district de Folkestone and Hythe.

## Patrimoine
- Château de Saltwood